# Mölnlycke
Mölnlycke je město v švédském kraji Västra Götaland v provincii Västergötland. Žije zde  obyvatel. Je správním městem okresu Härryda (kromě toho zasahuje také do okresu Mölndal). Leží 10 kilometrů jihovýchodně od Göteborgu, druhého nejlidnatějšího města Švédska, v nadmořské výšce asi 91 m n. m. V roce 1849 zde  Gustaf Ferdinand Hennig založil textilní závod zvaný Mölnlycke Väfveri AB. Díky své blízké vzdálenosti k Göteborgu město zažilo na začátku 20. století významný rozmach. 